# Nodutus rowelli
Nodutus rowelli is een rechtvleugelig insect uit de familie Proscopiidae. De wetenschappelijke naam van deze soort is voor het eerst geldig gepubliceerd in 1998 door Bentos-Pereira.